# Zoya Cherkassky
Pour les articles homonymes, voir Cherkassky.
 (mars 2019).
Zoya Cherkassky née en 1976 à Kiev est une peintre israélienne.

## Biographie
En 1991, sa famille immigre en Israël et elle étudie dans la filière artistique du lycée Thelma Yellin à Givatayim
Entre 2005 et 2009, elle part s'installer à Berlin.  En 2010,  avec quatre autres artistes femmes nées également dans l'ex-Union soviétique et ayant immigré en Israël dans les années 1990, elle crée le groupe Barbizon. 
En 2018, une exposition intitulée Pravda lui est consacrée  au  musée d'Israël à Jérusalem, où elle présente 25 peintures à l'huile et 80 œuvres sur papier sur la thématique des personnes migrantes de l'ex-Union soviétique ayant fait leur alya dans les années 1990.

## Expositions
2018 Pravda, musée d'Israël, Jérusalem
2019 et 2020. Enfance soviétique-  Galerie  Fort Gansevoort- New-York